# Tisnikar
Tisnikar je priimek več znanih Slovencev:
- Jože Tisnikar (1928—1998), slikar